# لورا دايكيما
لورا شانتال دايكيما (من مواليد 18 فبراير 1990) هي لاعبة كرة طائرة هولندية تلعب دور صانعة مثلت منتخب هولندا لكرة الطائرة للسيدات، فازت بعدة بطولات وطنية، وصلت مع المنتخب إلى المركز السادس في كأس العالم تحت 19 سنة، تم استدعاها للمنتخب الوطني لأول مرة. كبديل للاعبة كيم ستيلينز في بطولة العالم لكرة الطائرة للسيدات 2010 في اليابان وكذلك في بطولة أوروبا عام 2011.
بدأت دايكيما لعب كرة الطائرة عام 1997 عندما كانت في السابعة من عمرها، في نادي سماش في مسقط رأسها بيلين. في عام 2006 عندما كانت تبلغ من العمر 16 عامًا، ذهبت للعب في نادي تي إف إم/دوك قادمًا من دفينجيلو، الذي كان حينها يلعب في الدوري الأعلى في هولندا. في عام 2010، حصلت دايكيما التي كانت تلعب في فريق هالكبانك من تركيا، على فرصتها الأولى في المنتخب الهولندي في بطولة مونترو لكرة الطائرة. من عام 2011 إلى عام 2016 لعب ديكيما لعدة أندية في ألمانيا. لموسم 2016-2017 وقعت عقدًا مع نوفارا من إيطاليا.